# 罗伯特·安德松 (手球运动员)
罗伯特·安德松（瑞典語：Robert Andersson，1969年11月24日—），瑞典前男子手球运动员。他曾代表瑞典国家队参加1992年和1996年夏季奥林匹克运动会手球比赛，共获得二枚银牌。